# زرتانلو
زورتانلو(به کوردی: زُرتان، به انگلیسی: Zortanlu)نام روستایی در استان خراسان شمالی است. این روستا از توابع شهرستان شیروان است.

## موقعیت
زورتانلو در فاصله ۳۴ کیلومتری شمال شرقی شیروان قرار دارد که از شمال به کوه کولک و از جنوب به کوه قنبر و از شرق به روستای اوغاز تازه و از غرب به روستای بی‌بهره محدود می‌گردد و جزء دهستان سیوکانلو شیروان است.

## جمعیت
این روستا دارای ۸۱ خانوار و ۳۹۱ نفر جمعیت است که مردمش به زبان کردی کرمانجی صحبت می‌کنند و خود نیز از ایل سیفکانلو می‌باشند زورتانلو در کنار رودخانه اوغاز قرار دارد و سابقاً محل روستا جنگل و از نوع سرو کوهی بوده‌است، به طوریکه آثار جنگل در محل به وضوح مشاهده می‌شود و در حال حاضر نیز زورتانلو سرسبز و پر درخت است.

## وجه تسمیه
در مورد وجه تسمیه روستا معمرین محلی معتقدند چون این ایل از افرادی پرقدرت و زورمند تشکیل می‌شد و در برخوردهای قومی کمتر مورد هجوم قرار می‌گرفت به این صفت معروف بود و نام روستا نیز منسوب به ایل زورتانلو است.

## دره‌ها و چشمه ها
در قسمت شمال و جنوب زورتانلو دو دره به اسامی ناله چاقه و ناله سالخان وجود دارد که بسیار سرسبز ودارای انواع گیاهان طبی و خوراکی است. چشمه‌های کانی قلپ، کانی سلخان، کانی ناله، کانی شیگودلو، کانی راه، کانی قچک وگر. و همچنین دره‌های کورتای، زای پلنگ، تیکان دره و قلل مرزقزل و شیکودلو و قلپ در حوزه این روستا قرار دارد.

## شغل اهالی
شغل اصلی مردم کشاورزی و دامداری و محصولات عمده آن:گندم، جو، گردو، زردآلو و فرآورده‌های دامی و صنایع دستی آن قالیبافی و گلیم‌بافی است.

## امکانات
امکانات روستا در حال حاضر شامل:راه آسفالته،تلفن، سرویس ایاب و ذهاب و دبستان، مسجد و آسیاب و شورای ده‌است.
کمبودها=کمبود آب آشامیدنی _ اجرا نشدن طرح هادی روستا_عدم وجود آنتن تلفن همراه_عدم جمع آوری زباله ها_نبودن مکان وسالن ورزشی